# Jack Taylor (basket-ball)
Pour les articles homonymes, voir Jack Taylor et Taylor.
Jack Taylor, né le 12 octobre 1990 à Lakeside, est un ancien joueur de basket-ball américain qui jouait arrière en National Collegiate Athletic Association (NCAA) pour les Grinnell Pioneers (en) du Grinnell College (en).
Il détient le record de points marqués en un match en NCAA après avoir marqué 138 points lors d'un match le 20 novembre 2012. Il a également réalisé la troisième marque avec 109 points en 2013, ce qui lui a donné temporairement une moyenne de 90 points marqués par match après un troisième match à 71 points. Il profite du Grinnell System en place dans l'équipe.
Le précédent record appartenait à Bevo Francis (en) qui avait marqué 113 points en 1954.